# Электродинамический фазометр
Электродинами́ческий фазоме́тр с логометри́ческим измери́тельным механи́змом — электроизмерительный прибор электродинамической системы, предназначенный для измерения фазового сдвига между током и напряжением в исследуемой цепи переменного тока, как правило, промышленной частоты (50 или 60 Гц).
Обычно используется для определения коэффициента мощности и имеет шкалу, оцифрованную в {\displaystyle \cos \varphi }.

## Устройство прибора
Прибор относится к приборам электродинамического принципа действия, то есть вращающий момент возникает от взаимодействия магнитных полей токов в обмотках и не содержит постоянные магниты, как приборы магнитоэлектрической системы измерения.
Подвижная часть прибора, скреплённая с показывающей стрелкой, представляет собой две жестко скрепленные между собой рамки с обмотками, плоскости рамок образуют между собой угол 60°. Ось, проходящая через прямую пересечения плоскостей рамок крепится на двух опорах. Система рамок может свободно вращаться в подшипниках опор и не имеет пружин, создающих возвращающие моменты силы. Рамки помещены в воздушном зазоре магнитопровода с третьей дополнительной обмоткой — токовой обмоткой, эта обмотка включается последовательно с нагрузкой и ток в этой обмотке порождает переменное магнитное поле в магнитопроводе и кольцеобразном воздушном зазоре.
Обмотка одной из рамок включена последовательно с постоянным внутренним добавочным резистором, Обмотка второй рамки включена последовательно с внутренней дополнительной катушкой индуктивности. Цепи обеих рамок включены параллельно источнику напряжения, питающего нагрузку. Так как в цепи одной из рамок включена катушка индуктивности с больши́м значением индуктивности, ток в цепи этой рамки сдвину относительно тока в цепи другой рамки на некоторый фазовый угол, практически близкий к 90°. Взаимодействие магнитных полей в воздушном зазоре и рамках порождает вращающий момент, зависящий от фазовых сдвигов токов в рамках и фазы тока обмотки магнитопровода, стремящийся развернуть рамки таким образом, чтобы противоположно направленные вращающие моменты рамок взаимно скомпенсировались и суммарный вращающий момент стал равен нулю. Положение рамок, при котором их вращающие моменты уравновешиваются зависит от фазового сдвига между током и напряжением нагрузки. Именно угол поворота рамок и является мерой фазового сдвига между током и напряжением нагрузки.

## Принцип действия
По неподвижной и обмоткам рамок протекают токи {\displaystyle I,\ I_{1},\ I_{2}} соответственно. От взаимодействия магнитных потоков, создаваемых токами, протекающими по неподвижной обмотке и обмоткам подвижных рамок создаются два вращающих момента от тока рамок {\displaystyle M_{1}} и {\displaystyle M_{2}.} Так как по всем обмоткам протекает переменный ток, то и моменты непостоянныи и изменяются во времени с частотой изменения токов. Усреднённые по времени за период изменения токов моменты {\displaystyle M_{1}} и {\displaystyle M_{2}} зависят от угла поворота подвижной части относительно магнитопровода и всегда направлены в противоположные стороны. Выражения для средних значений моментов имеют вид:
{\displaystyle M_{1}=c_{1}\cdot I\cdot I_{1}\cdot \cos {\psi }_{1}\cdot f_{1}(\alpha ),}
{\displaystyle M_{2}=c_{2}\cdot I\cdot I_{2}\cdot \cos {\psi }_{2}\cdot f_{2}(\alpha ),}
где {\displaystyle \psi _{1},} {\displaystyle \psi _{2}} — углы сдвига фаз между токами в неподвижной обмотке {\displaystyle I} и токами {\displaystyle I_{1},} {\displaystyle I_{2}} соответственно в рамках;
{\displaystyle c_{1}} и {\displaystyle c_{2}} — коэффициенты, зависящие от конструкции устройства системы единиц. Под действием этих моментов подвижная часть поворачивается до тех пор, пока не будет достигнуто равенство моментов.
При этом:
{\displaystyle M_{1}=M_{2}} или {\displaystyle c_{1}\cdot I\cdot I_{1}\cdot \cos {\psi }_{1}\cdot f_{1}(\alpha )=c_{2}\cdot I\cdot I_{2}\cdot \cos {\psi }_{2}\cdot f_{2}(\alpha ).}
Тогда:
{\displaystyle {\frac {I_{2}\cos {\psi _{2}}}{I_{1}\cos {\psi _{1}}}}={\frac {c_{1}f_{1}(\alpha )}{c_{2}f_{2}(\alpha )}}=f_{3}(\alpha ),}
и угол поворота рамок не зависит от амплитуд токов и напряжений, а только от фазового сдвига между током и напряжением нагрузки. Применение воздушного зазора с изменяемой шириной и угла между рамками шкалу прибора можно сделать линейно или от фазового сдвига, или от косинуса фазового сдвига.

## Недостатки электродинамического фазометра
Недостатком таких фазометров является сравнительно большая потребляемая мощность от цепи, в которой производится измерение и некоторая зависимость показаний от частоты в сети.